# Машинска школа „Радоје Дакић”
Машинска школа „Радоје Дакић” је средња школа на општини Раковица у Београду. Налази се у улици Мишка Крањца 17.

## Историјат
Машинско-школски центар „Радоје Дакић“ је отпочео рад школске 1963/64. године, пошто је Народни одбор општине Чукарице донео одлуку о настанку школе. На овом подручју је егзистирало више школа истог или сличног образовног профила, те је створена повољна подлога да се у састав Центра споје две школе:
- Техничка школа „Радоје Дакић“ и
- Металопрерађивачка школа са практичном обуком „Радоје Дакић“.

Центар је преузео сва њихова права и обавезе, сва средства и сво особље. На тај начин је створен јак Школски центар који је у то време имао два Одсека:
1. машинске техничаре из редова омладине и одраслих
2. квалификоване раднике из редова омладине, а по потреби и захтевима привредних организација.

Стручни кадар је бројао око педесет запослених, а у прву годину ова школа је уписала 364 ученика. Сваке године се радило на опремању и осавремењивању школског простора, а све то је праћено са све већим бројем уписаних ученика из године у годину. Радионица, која се и данас налази на истом простору, изграђена је 1966. године и опремљена је и спремна за практично усавршавање младих људи.
Из ове школе изашло је много интелектуалаца који су свој траг оставили у свим областима научног, културно-уметничког, политичког и друштвеног стваралаштва, као што су: др.проф. Ташко Манески, др.проф. Драган Милутиновић, др.проф. Мићо Ољача, државни репрезентативац у ватерполу Данило Икодиновић, државни репрезентативац у фудбалу Ивица Илиев и многи други.
Крајем деведесетих година 20. века, Школа се проширила и на електро струку (која је некад и постајала у њеном зачетку) за образовне профиле трећег степена:
- аутоелектричар и
- електромеханичар за термичке и расхладне уређаје;

као и четворогодишњег образовања: 
- електротехничар рачунара.[3]

## Школа данас
Данас се практична настава одвија у сарадњи са бројним привредним субјектима у граду, али и у школским лабораторијама, радионицама и кабинетима који су опремљени савременом опремом. О савремености опреме у кабинетима говори и податак да су и студенти (са одређених смерова) Електротехничког факултета имали могућност обављања кабинетских вежби. Од 2000. године па до данас, школа је увела неколико нових смерова који прате раст и развој технике, пре свега компјутерске технологије. За ученике на производној пракси одређује се инструктор који прати рад и понашање ученика, прегледа и оцењује њихов рад и стара се о реализацији овог вида практичне наставе.
Будући ученици уписују један од смерова из 2 подручја рада: 
1. машинство и обрада метала и
2. електротехника.[1][3]

Школа је организована и за рад са ванредним ученицима трећег и четвртог степена, као и за преквалификације. За ове ученике организована је инструктивно-консултантска настава, као и полагање испита у пет испитних рокова, предвиђених Законом о средњој школи.

## Смерови у школи
- Техничар за роботику
- Техничар за компјутерско управљање (ЦНЦ) машина (4 године)
- Техничар за мехатронику (4 године)
- Електротехничар рачунара (4 године)
- Електромеханичар за термичке и расхладне уређаје (3 године)
- Машински техничар за компјутерско конструисање – дуално (4 године)
- Механичар моторних возила – дуални профил (3 године).[1][5]

## Мисија
Мисија школе је да обезбеди подстицајну средину за лични и професионални развој ученика (уз стално иновирање образовних профила, праћење развоја науке, технологије и потреба привреде), који ће у складу са својим могућностима, интересовањима и потребама радног окружења, развијати знања и вештине потребне за наставак школовања или укључивање у свет рада, у односу на свој образовни профил.